# 乃东虎耳草
乃东虎耳草（学名：Saxifraga densifoliata var. nedongensis）为虎耳草科虎耳草属下的一个变种。

## 扩展阅读
- 維基物種上的相關：乃东虎耳草